# Ludmilla Jordanova
Ludmilla Jane Jordanova (née le 10 octobre 1949) est une historienne et universitaire britannique. Elle est professeur de culture visuelle au département d'histoire de l'Université de Durham ,.

## Biographie
Jordanova est née d'un père bulgare et d'une mère anglaise. Diplômée de l'Oxford High School et du New Hall de Cambridge, la professeure Jordanova enseigne dans les universités d'Oxford, d'Essex, de York, d'East Anglia, de Cambridge et du King's College de Londres. Auparavant, elle occupe le poste de directrice du Centre de recherche sur les arts, les sciences sociales et les sciences humaines (CRASSH) de l'Université de Cambridge et est professeur d'arts visuels à l'Université d'East Anglia . Elle a deux enfants Alix Green et Zara Figlo et une petite-fille Sam Green.
Elle est l'auteure de nombreux textes concernant l'histoire des sciences, de la pensée, du genre et de l'art, et est communément considérée comme l'une des principales expertes britanniques dans le domaine. Elle a également beaucoup écrit sur la nature de son sujet lui-même, notamment un livre intitulé History In Practice . Son livre le plus récent, The Look of the Past: Visual and Material Evidence in Historical Practice est publié par Cambridge University Press en septembre 2012. Le professeur Jordanova est membre de la Royal Historical Society et de la Royal Society of Medicine et est la première femme présidente de la British Society for the History of Science . Elle est administratrice de la National Portrait Gallery (Londres) de 2001 à 2009 et, à l'été 2011, est nommée administratrice du National Museum of Science and Industry.